# Polytrichum juniperellum
Polytrichum juniperellum är en bladmossart som beskrevs av C. Müller in Geheeb 1881. Polytrichum juniperellum ingår i släktet björnmossor, och familjen Polytrichaceae. Inga underarter finns listade i Catalogue of Life.